# I Soldi Spicci
I Soldi Spicci sono un duo comico composto da Annandrea Vitrano (Misilmeri, 28 giugno 1988) e Claudio Casisa (Palermo, 31 gennaio 1991), cabarettisti, youtuber e attori.

## Storia
Nel 2011 Casisa partecipa al programma Le Iene con "Le Malerbe", insieme a Cristiano Pasca, Gero Guagliardo e Giovanni Mangalaviti. Il 3 dicembre 2012, insieme ad Annandrea Vitrano, forma il duo comico. Il duo partecipa al laboratorio comico "Taaac" a Palermo, nonché al laboratorio Zelig di Roma e Milano nel 2013. Nello stesso anno conducono Spicciatevi, programma radiofonico di intrattenimento su Radio One. Nel settembre 2014 approdano alla trasmissione Colorado in onda su Italia 1 per poi tornare nell'edizione del 2019. 
Nel 2018 esordiscono al cinema con un ruolo da protagonisti nel film La fuitina sbagliata, del quale sono anche sceneggiatori e per il quale, nel 2019, hanno vinto il Benevento Cinema Televisione come rivelazione della stagione cinematografica 2019. Nel 2020 partecipano come concorrenti al reality Pechino Express nella coppia I palermitani. Nel settembre dell'anno successivo cominciano le riprese del loro secondo film, Un mondo sotto social, del quale sono anche sceneggiatori e registi., con il quale sono stati anche ospiti al Taormina Film Fest, al Giffoni Film Festival e alle Giornate di Cinema di Riccione.
A giugno del 2024 annunciano di non essere più uniti dal punto di vista sentimentale ma di volerlo rimanere dal punto di vista artistico.

## Filmografia

### Cinema
- SmartLove (2015) - cortometraggio
- La fuitina sbagliata, regia di Mimmo Esposito (2018)
- Un mondo sotto social, regia di Claudio Casisa e Annandrea Vitrano (2022)

### Televisione
- Colorado – programma TV, Italia 1 (2014-2019)
- Pechino Express – programma TV, Rai 2 (2020)
- Prova prova sa sa – programma TV, episodio 1x02 Prime Video (2022)

## Discografia

### Album
- 2019 – Summer Stories

### Singoli
- 2015 – Le scarpe antisesso
- 2017 – Un milione di fan su Facebook
- 2017 – La canzone che si attacca in testa
- 2022 – Senza filtri
- 2024 – Baci all'aglio
- 2024 – Liberi, Singoli, Scapoli

## Riconoscimenti
- Benevento Cinema Televisione 2019 – Rivelazione della stagione cinematografica 2019 per La fuitina sbagliata

## Teatrografia
- Pushow, regia di Claudio Canepari (2012)
- Femmino & maschia, regia di Ernesto Maria Ponte e Salvo Rinaudo (2012)
- Vietato ai maggiori, regia di Ernesto Maria Ponte e Salvo Rinaudo (2013)
- iSoldiSpicci Show, regia di Annandrea Vitrano e Claudio Casisa (2013-2015)
- Amore tre punto zero (2015)
- Il giro del mondo in 80 giorni, regia di Stefano Arditi (2016)
- Sì, stiamo insieme, regia di Ernesto Maria Ponte (2017)
- Chi dice donna dice camion, regia di Annandrea Vitrano e Claudio Casisa (2019-2020, 2022)
- Tutta colpa del poliamore, regia di Annandrea Vitrano e Claudio Casisa (2023-2024)

## Opere
Io e te 10 anni sopra il palco (2022)